# 石野見幸
石野 見幸（いしの みゆき、1972年3月1日 - 2007年11月8日）は、関西を中心に活動した、兵庫県出身のジャズ歌手。

## 人物・来歴
父の影響で、幼少の頃よりジャズに親しむ。9歳から12歳まで、神戸新聞文化センター児童合唱団に所属。神戸女子短期大学を卒業後、メイクアップアーティストを志す。1997年5月よりアローミュージックスクールのボーカルレッスン生として古屋さと子に師事する。その後、越智順子や小曾根ミュージックスクールで伊藤君子に師事する。
もともと病弱だったとのことであるが、2006年9月にスキルス胃癌の腹膜播種であることが判明。闘病生活を送りながら活動を続ける姿が、「未来観測 つながるテレビ@ヒューマン」、「スッキリ」、「ピンポン!」、「ちちんぷいぷい」、「ドキュメント にっぽんの現場」といった番組での特集が組まれた。
2007年11月8日、神戸市内の病院でスキルス胃癌で死去、35歳没。

## ディスコグラフィ
CD
- Current （1stアルバム）